# Vörösbarna tejelőgomba
A vörösbarna tejelőgomba (Lactarius quietus) a galambgombafélék családjába tartozó, Európában honos, tölgyerdőkben élő, nem ehető gombafaj. 

## Megjelenése
A vörösbarna tejelőgomba kalapja 3-8 (11) cm széles, alakja fiatalon domború, idősen közepe némileg bemélyedő. Széle kifejlődve is begöngyölt vagy aláhajló. Felszíne sima, széle néha kissé bordás. Színe vörösbarna vagy agyagbarna, a közepe sötétebb; gyakran apró sötétebb pöttyökből álló vonalakkal koncentrikusan zónázott. 
Húsa fehéres vagy világosbarnás. Sérülésre fehér vagy krémszínű tejnedvet ereszt. Szaga olajos vagy poloskaszerű, íze kissé fanyar, kesernyés. 
Sűrű lemezei kissé lefutók. Színük fiatalon halványbarna, később világos vörösbarna, esetenként mályvás árnyalattal. 
Tönkje 5-7 cm magas és 0,5-1 cm vastag. Alakja hengeres. Színe a kalapéval megegyezik, a töve felé sötétebb. 
Spórapora krémszínű, némi lazacszín árnyalattal. Spórája széles ellipszoid alakú, felszíne szemölcsös, amiket hálózatot nem alkotó gerincek kötnek össze; mérete 8-9 x 7-7,5 µm. 

### Hasonló fajok
A fenyő és nyír alatt élő rőt tejelőgomba és daróc-tejelőgomba, esetleg az édeskés tejelőgomba vagy a kámfor-tejelőgomba hasonlít hozzá. 

## Elterjedése és termőhelye
Európában honos, a L. quietus var. incanus változata Észak-Amerikában fordul elő. 
Lomberdőkben él, mindig tölgy alatt. Nyártól ősz végéig terem. 
Nem mérgező, de kellemetlen szaga és íze miatt nincs gasztronómiai jelentősége. 

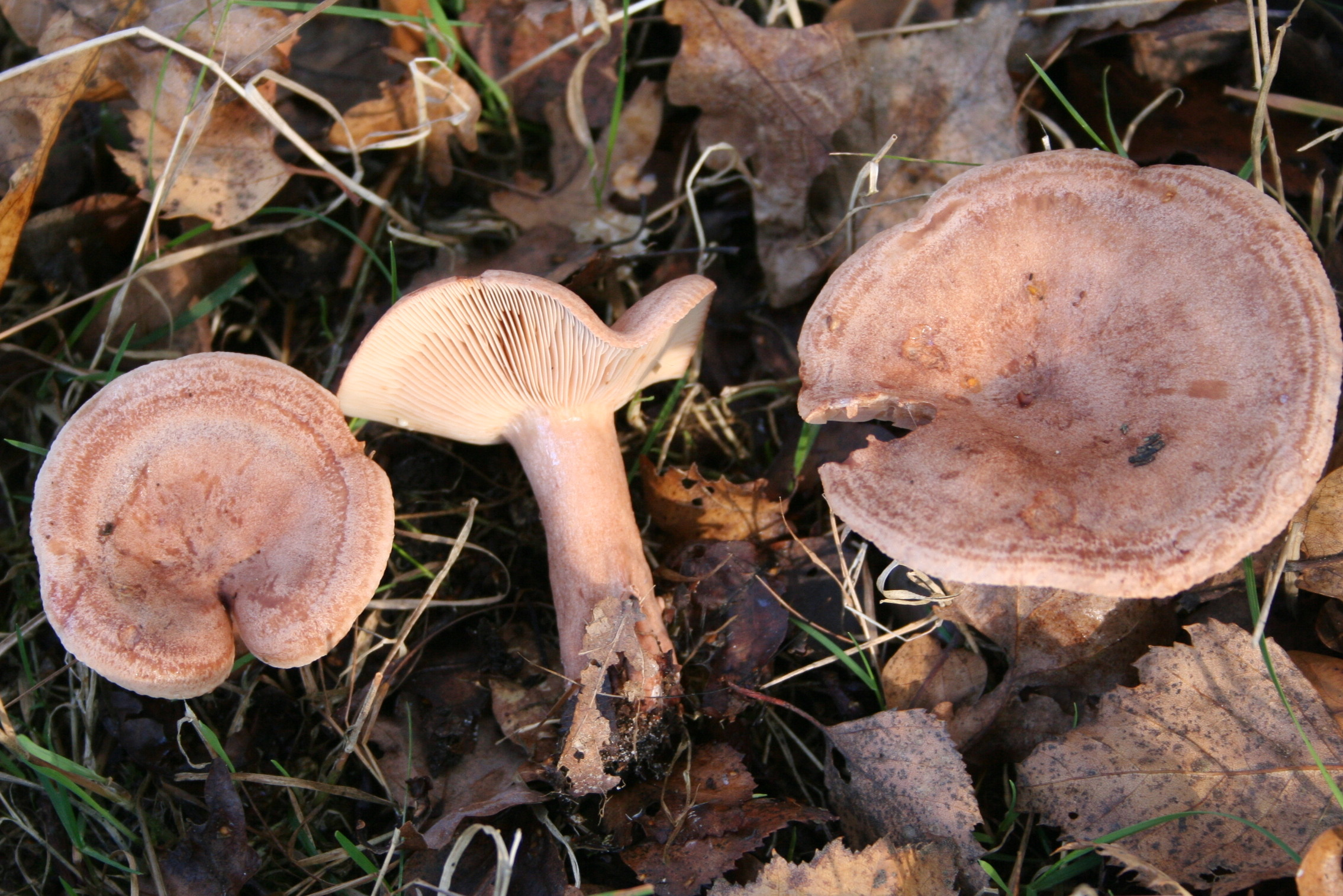
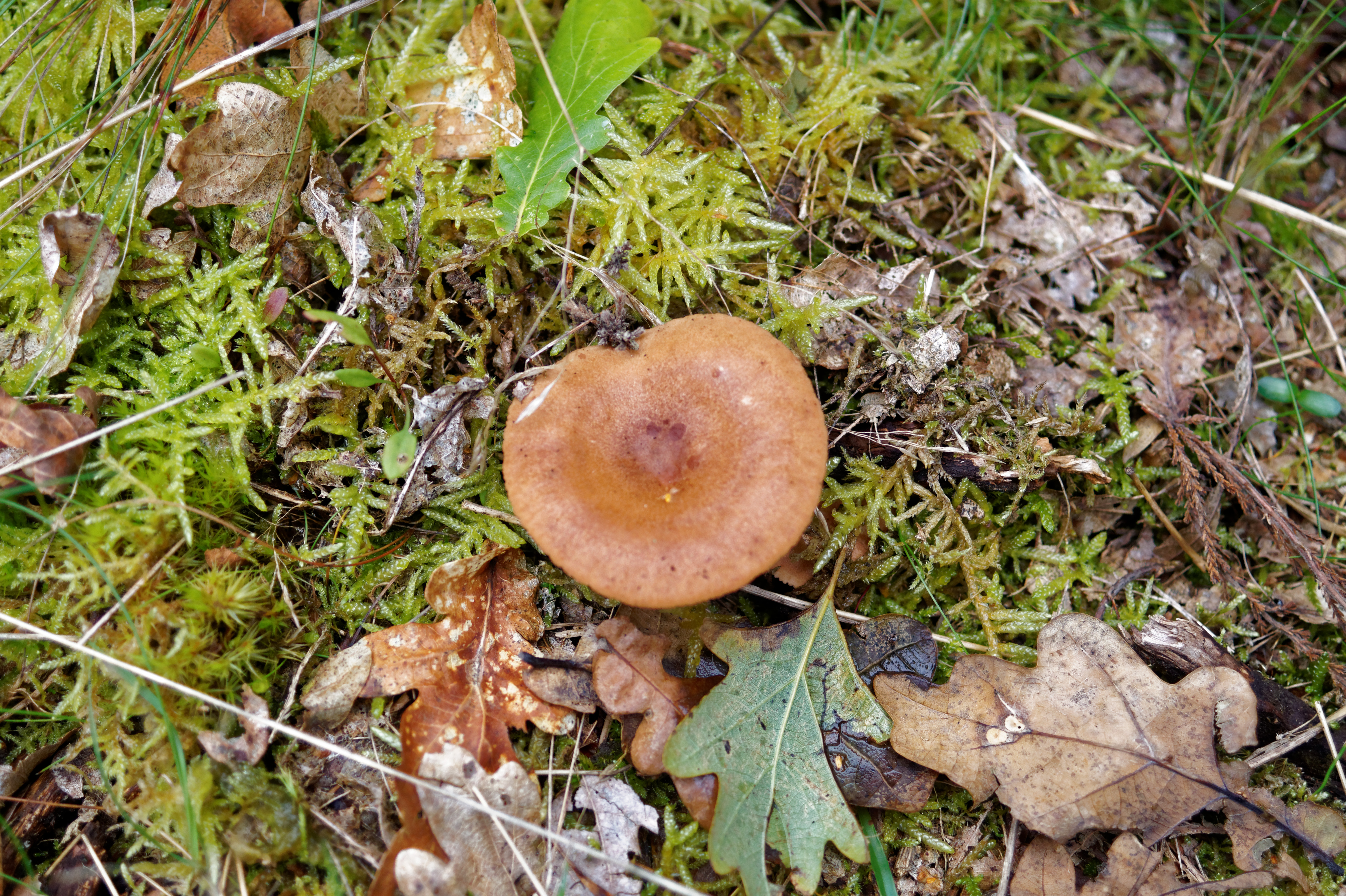
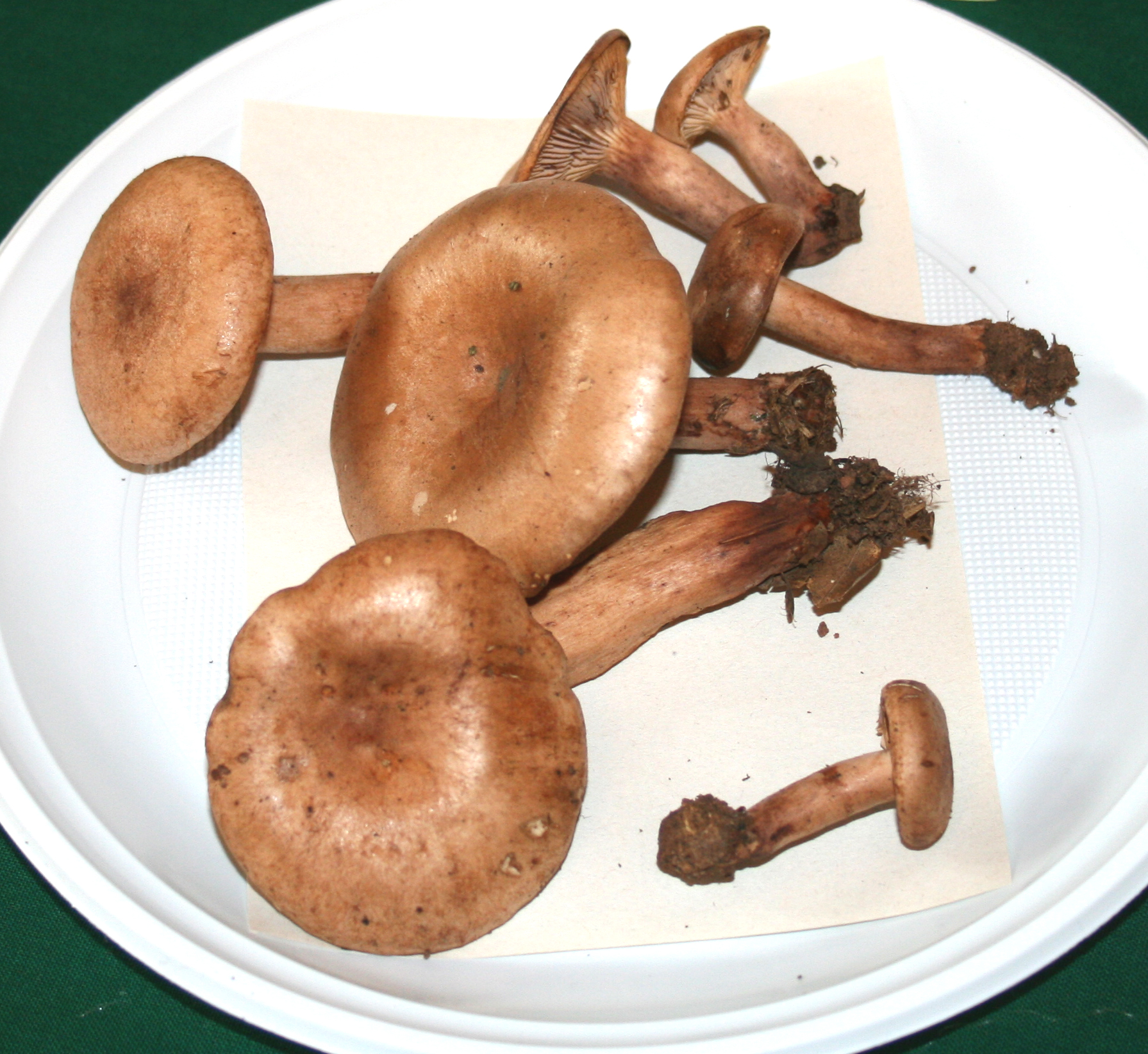
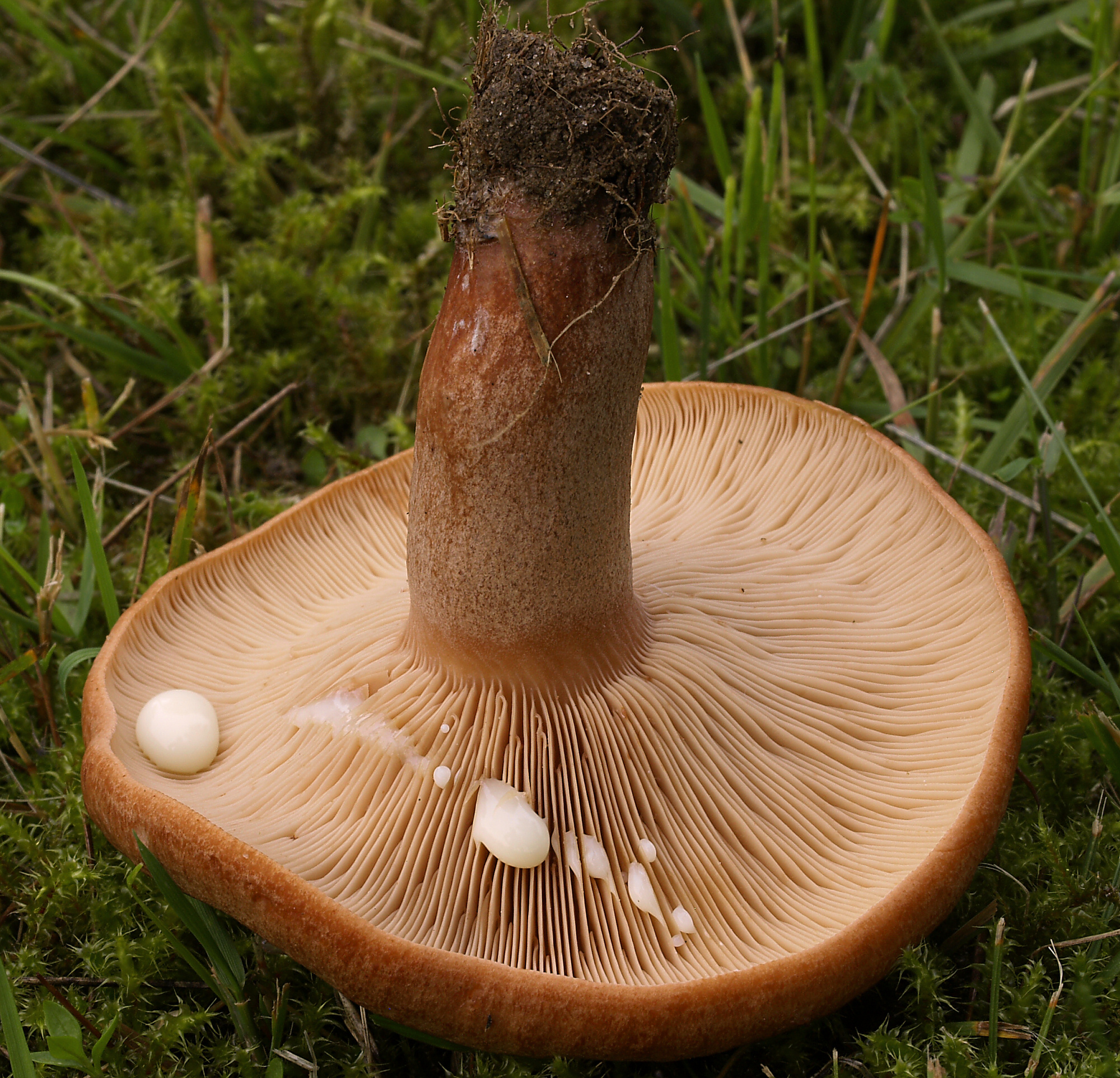
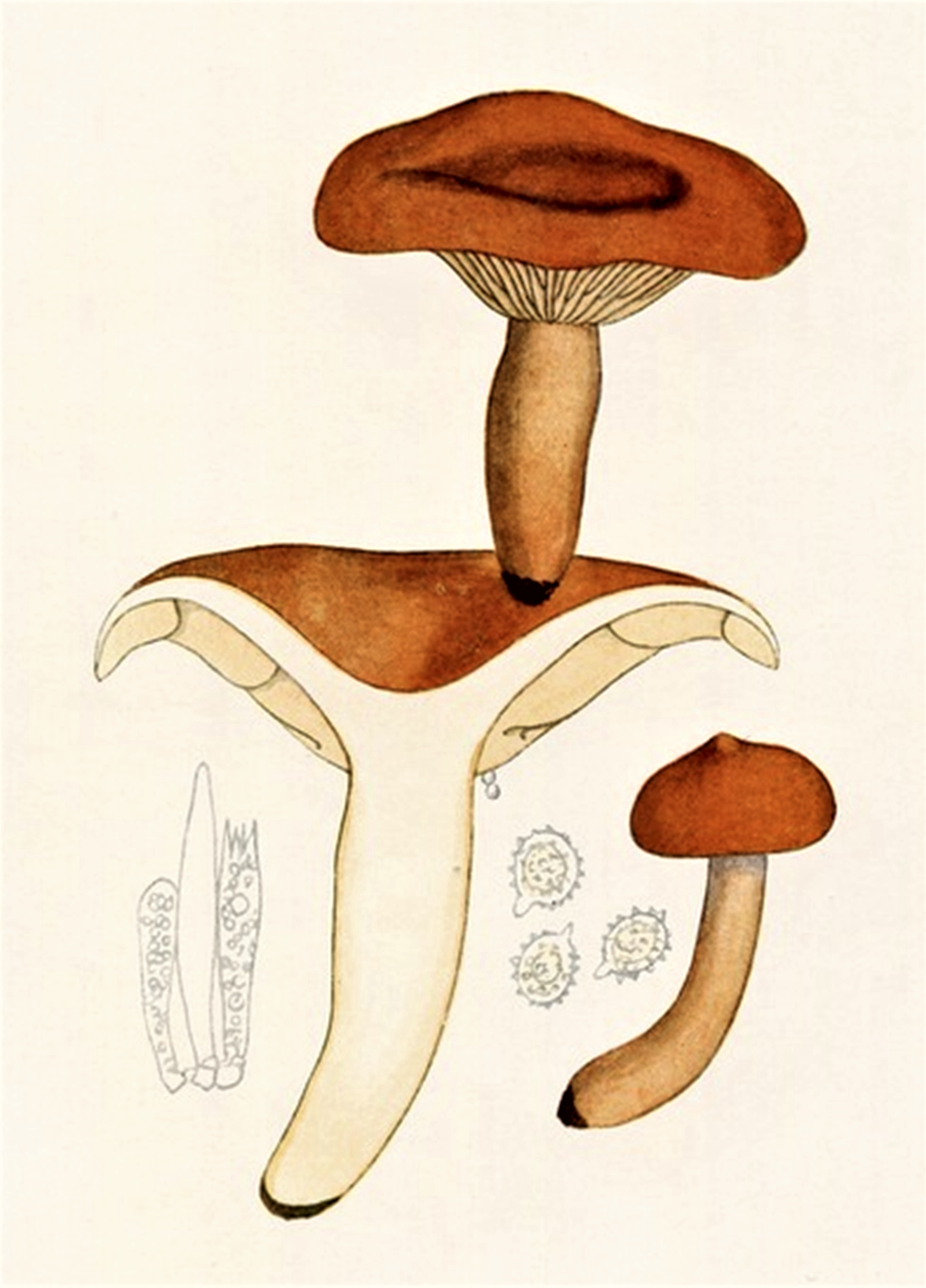